# Sicignano degli Alburni
Sicignano degli Alburni község (comune) Olaszország Campania régiójában, Salerno megyében.

## Fekvése
A megye északkeleti részén fekszik. Határai: Auletta, Buccino, Castelcivita, Contursi Terme, Ottati, Palomonte, Petina és Postiglione.

## Története
Első említése a 12. századból származik a Catalogus baronumból. A következő századokban nemesi birtok volt. A 19. században nyerte el önállóságát, amikor a Nápolyi Királyságban felszámolták a feudalizmust.

## Népessége
A népesség számának alakulása:

## Főbb látnivalói
- San Giovanni Battista-templom
- Madonna dell’Incoronata-templom